# Léon Johnson
Léon Johnson, född 29 februari 1876 i Nice, död 2 januari 1943 i Paris, var en fransk sportskytt.
Johnson blev olympisk silvermedaljör i gevär vid sommarspelen 1920 i Antwerpen.